# Хази, Эржебет
Эржебет Хази (венг. Erzsébet Házy; 1 октября 1929, Братислава, Чехословакия — 24 ноября 1982, Будапешт, Венгрия) — венгерская оперная певица (сопрано), киноактриса. Лауреат Государственной премии Венгрии им. Кошута (1970).

## Биография
Родилась в Чехословакии в венгерской семье. После окончания Музыкальной академии им. Ф. Листа в Будапеште, выступала в хоре Венгерского радио. С 1951 года выступала на сцене Венгерской оперы. Дебютировала в «Риголетто» Джузеппе Верди.
Колоратурное сопрано. Исполнительница лирических и драматических ролей в операх Моцарта, Пуччини, Доницетти, Дебюсси, Чайковского, Верди, Вагнера и Р. Штрауса, в том числе, Керубино в «Женитьбе Фигаро», Норину в «Дон Паскуале» , Мими в «Богеме» и Лизы в «Пиковой даме».
Принимала участие в презентации новых венгерских опер. Самый большой успех пришёл к ней в главной роли в опере «Манон Леско» Пуччини.
С 1956 г. снималась в музыкальных кино- и телефильмах.

## Избранная фильмография
- 1956 — Студент Габор
- 1957 — Приключение в Герольштейне
- 1959 — Felfelé a lejtön
- 1963 — Éjszakai repülés (ТВ)
- 1964 — Наперекор судьбе
- 1964 — Férjhez menni tilos!
- 1965 — Der Zigeunerbaron (ТВ)
- 1965 — Denevér (ТВ)
- 1966 — И тогда этот тип…
- 1967 — Pompadour bikiniben
- 1971 — Музыкальный телетеатр (телесериал, 1971—1993)
- 1974 — Графиня Марица (ТВ)
- 1976 — Az emberi hang

Трижды была замужем, третий муж актёр Иван Дарваш.

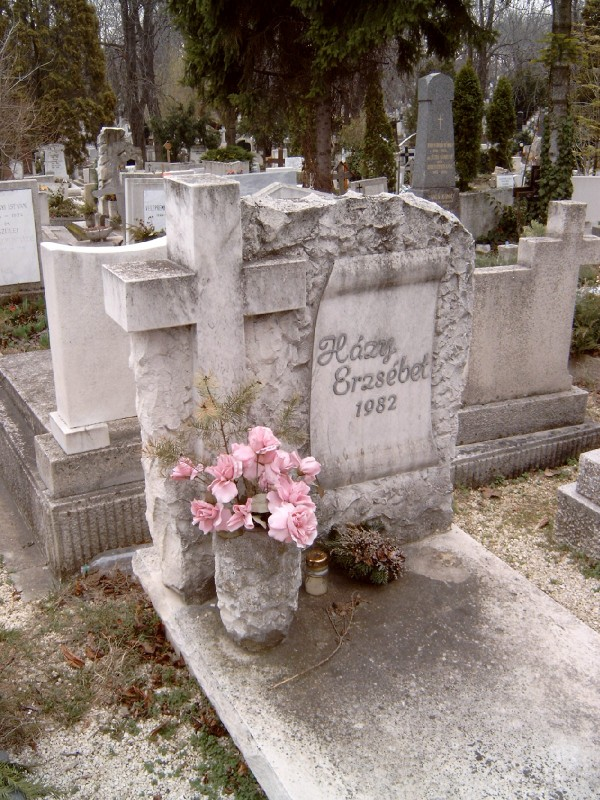
Могила Э. Хази на кладбище Фаркашрети

Умерла от рака яичников. Похоронена на кладбище Фаркашрети в Будапеште.

## Награды
- 1963 — Премия Ференца Листа
- 1965 — Премия Михая Секея
- 1968 — Заслуженный артист Венгрии
- 1970 — Государственная премия Венгрии им. Кошута
- 1976 — Выдающийся деятель искусств Венгрии

## Память
- В 2015 г. в её честь названа улица в Будапеште.